# Aglianico
L'Aglianico è un noto vitigno italiano a bacca rossa coltivato prevalentemente in Basilicata, Campania, Puglia e Molise. Negli ultimi anni è stato introdotto anche in California e Australia, dato che si sviluppa in climi soleggiati. Viene spesso definito il Barolo del Sud, per via di affinità e caratteristiche in comune con il vitigno piemontese, ma secondo il critico enologico del New York Times Eric Asimov, l’Aglianico ha "molto da offrire di suo".

## Sinonimi
Aglianica, Aglianichella, Aglianico del Cilento, Aglianicone, Aglianico del Taburno, Aglianico di Taurasi, Aglianico del Vulture, Aglianico Femminile, Aglianico Mascolino, Aglianico Nero, Aglianico Trignarulo, Aglianico Zerpoluso, Aglianicuccia, Agliano, Agnanico di Castellaneta, Cascavoglia, Cerasole, Ellanico, Ellenico, Fresella, Gagliano, Ghiandara, Ghianna, Ghiannara, Glianica, Gnanico, Olivella di San Cosmo, Ruopolo, Sprierna.

## Caratteristiche
- Epoca di vendemmia: media o tardiva (ottobre).
- Vigoria: medio-alta.
- Produttività: abbondante e costante.
- Peso del grappolo: medio-basso (150-250 g).
- Acino: medio-piccolo, di forma sferica; buccia molto pruinosa, di colore blu-nero, poca consistenza e medio spessore.
- Esigenze colturali: si adatta molto bene a terreni collinari argillosi, calcarei e di origine vulcanica. Soffre le alte temperature estive e preferisce inverni miti. Abbastanza resistente all'oidio, sensibile alla peronospora e ai marciumi del grappolo.
- Utilizzi: esclusivamente per la vinificazione, di preferenza in purezza.

## Storia
È un vitigno antico, probabilmente originario della Grecia e introdotto in Italia intorno al VII-VI secolo a.C. Una delle tante testimonianze della sua lunga storia è il ritrovamento dei resti di un torchio romano nella zona di Rionero in Vulture, provincia di Potenza. Non ci sono certezze sulle origini del nome, che potrebbero risalire all'antica città di Elea (Eleanico), sulla costa tirrenica della Campania, o essere più semplicemente una storpiatura della parola Ellenico. Secondo altri, il nome originario non deriva da Elleanico o Ellenico che poi divenne Aglianico durante la dominazione aragonese nel corso del XV secolo, a causa della doppia l pronunciata gli nell'uso fonetico spagnolo, ma dal suffisso "anicus" che in latino sta a indicare appartenenza a qualcosa e dal termine "llano" che in spagnolo significa pianura, sicché aglianico non è altro che il vino della pianura, all'epoca romana vino di non qualità e quindi definito latino.

## Vini DOCG e DOC
L'Aglianico si suddivide in 3 biotipi diversi da cui hanno origine 3 grandi DOCG:
- Aglianico di Taurasi, da cui deriva il Taurasi DOCG, denominato DOC già dal 1970, riceve poi la DOCG nel 1993. È coltivato nel territorio dell'Irpinia, in provincia di Avellino, dove abbraccia una serie di rilievi collinari o pedemontani compresi tra i 400 e i 700 metri s.l.m. che accompagnano il corso del fiume Calore Irpino e fanno parte della dorsale appenninica. I terreni irpini sono ricchi in argilla (che permette alle uve di resistere alla siccità e avere la giusta acidità), con una bassa/moderata percentuale di terreni calcarei e sabbiosi. Il clima è di tipo continentale con forti escursioni termiche e bassa piovosità;
- Aglianico del Vulture. In Basilicata la presenza del vitigno è predominante nella zona del monte Vulture, un antico vulcano inattivo. L'Aglianico del Vulture[5] è l'unico vino della provincia di Potenza che ha ottenuto il marchio DOCG il 30 novembre del 2011 con il nuovo nome Aglianico del Vulture Superiore. Il vecchio Aglianico del Vulture resta come DOC, assieme al Terre dell'Alta Val d'Agri, che ha ottenuto la menzione il 18 febbraio del 1971. I centri di produzione riguardano i comuni del Vulture-Melfese.
- Aglianico del Taburno. Un'altra importante zona di produzione dell'Aglianico è la provincia di Benevento, in particolare alle pendici del monte Taburno, dove dal 2011 abbiamo la DOCG: Aglianico del Taburno DOCG come rosso fermo e anche la produzione di vino rosato come DOC.
- Altra zona di produzione dell’Aglianico è il Cilento. Il Cilento Aglianico è un vino DOC la cui produzione è consentita nella provincia di Salerno. In questo areale sono presenti sia cloni del biotipo Aglianico del Vulture, sia del biotipo Taurasi; la scelta del tipo di clone da impiantare varia in funzione dei diversi obiettivi enologici delle cantine presenti nel salernitano.